# مقاطعة ميكلينبرغ (فيرجينيا)
 مقاطعة ميكلينبرغ  (بالإنجليزية:  Mecklenburg County)‏ هي إحدى المقاطعات في ولاية فيرجينيا في الولايات المتحدة الأمريكية.

## أعلام
- هنري بوتير
- تشارلز ستيرلينغ هاتشسون